# Dinslaken
Dinslaken è una città di 67 114 abitanti della Renania Settentrionale-Vestfalia, in Germania. Appartiene al distretto governativo di Düsseldorf e al circondario di Wesel.
Dinslaken si fregia del titolo di "Grande città di circondario" (Große kreisangehörige Stadt).

## Amministrazione

### Gemellaggi
Dinslaken è gemellata con:
- Agen, dal 1975
- Arad, dal 1989